# Ospina
Ospina è un comune della Colombia facente parte del dipartimento di Nariño.
L'abitato venne fondato da María Mués Calcan nel 1664, mentre l'istituzione del comune è del 1865.